# Стразбург (Охајо)
Стразбург (енгл. Strasburg) град је у америчкој савезној држави Охајо.

## Демографија
По попису из 2010. године број становника је 2.608, што је 298 (12,9%) становника више него 2000. године.
| Група             | 2000.         | 2010.         |
| Белци             | 2.242 (97,1%) | 2.526 (96,9%) |
| Афроамериканци    | 2 (0,1%)      | 5 (0,2%)      |
| Азијати           | 3 (0,1%)      | 11 (0,4%)     |
| Хиспаноамериканци | 44 (1,9%)     | 43 (1,6%)     |
| Укупно            | 2.310         | 2.608         |